# Ukraińska Superliha w piłce siatkowej kobiet
Ukraińska Superliha Siatkarek (ukr. Українська жіноча волейбольна суперліга) – najwyższa w hierarchii klasa kobiecych ligowych rozgrywek siatkarskich na Ukrainie, będąca jednocześnie najwyższym szczeblem centralnym (I poziom ligowy). Rywalizacja w niej toczy się – co sezon, systemem ligowym wraz z play-offami – o tytuł mistrza Ukrainy, a za jej prowadzenie odpowiada Ukraiński Związek Piłki Siatkowej (ukr. ФВУ – Федерація волейболу України).
Drużyny, które nie utrzymały się w lidze, są relegowane do II ligi.

## Historia
Siatkówka na Ukrainie pojawiła się w Charkowie. W październiku 1925 roku Dyrektor Instytutu Kultury Fizycznej W.A. Blach przywiózł z Moskwy regulamin, piłki i siatki do gry w piłkę siatkową. Rok po roku, popularność siatkówki wzrastała i rozprzestrzeniła się do innych miast na Ukrainie (Kijów, Dniepropetrowsk, Odessa, Połtawa, Chersoń). Szybkiemu rozprzestrzenianiu się gry sprzyjały spotkania towarzyskie zespołów ukraińskich z zespołami z Moskwy, Leningradu, Baku, i innych miast. Bardzo ważne dla dalszego rozwoju siatkówki było jej włączenie w 1928 roku do programu zawodów sportowych pomiędzy republikami radzieckimi w ZSRR. Ukrainę reprezentowały męskie i żeńskie drużyny z Charkowa jako najsilniejsze na Ukrainie. W pierwszych mistrzostwach ZSRR w latach 1933-1936 zwanymi "Radzieckimi świętami siatkówki" męskie zespoły Charkowa i Dniepropetrowska naprzemiennie zajmowali drugie i trzecie miejsce. Od lat 50. XX wieku wspaniałe rezultaty wykazały ukraińskie kluby na arenie krajowej i międzynarodowej. Zespół żeński Burewisnyk Odessa w 1961 roku zdobył złoty medal mistrzostw ZSRR. Ponadto, zespół męski Szachtar Donieck w sezonie 1991/92 wygrał otwarte mistrzostwa WNP. Puchar ZSRR wśród męskich klubów zdobywał trzy razy Łokomotyw Kijów – 1973, 1988, 1990 i CzHS Odessa – 1976, wśród klubów żeńskich – trzy razy: Medin Odessa – 1974, 1981, 1983, dwa razy Orbita Kijów – 1985, 1988, Iskra Woroszyłowgrad – 1980.
W 1962 Burewisnyk Odessa zdobył Puchar Europy Mistrzów Krajowych siatkarzy. Puchar Zdobywców Pucharów w piłce siatkowej zdobywali: męska drużyna Zirka Woroszyłowgrad – 1973, żeńskie Iskra Woroszyłowgrad – 1977 oraz Medin Odessa – 1983.
16 czerwca 1991 odbyła się konferencja założycielska Federacji Piłki Siatkowej Ukrainy.
Po zakończeniu sezonu 1999/00 liga zmieniła nazwę z Ukraińska Wyszcza Liha Siatkarek na Ukraińska Superliha Siatkarek

## Medalistki
| Sezon | I miejsce                                                                         | II miejsce                                                                        | III miejsce                                                                       |
| --- | --------------------------------------------------------------------------------- | --------------------------------------------------------------------------------- | --------------------------------------------------------------------------------- |
| Wyszcza liha mistrzostw Ukrainy w piłce siatkowej kobiet (ukr. Вища Ліга Чемпіонату України з волейболу серед жінок) |                                                                                   |                                                                                   |                                                                                   |
| 1991/1992 | Iskra Lugańsk                                                                     | Orbita Zaporoże                                                                   | Łokomotyw Dniepropetrowsk                                                         |
| 1992/1993 | Orbita Zaporoże                                                                   | Iskra Lugańsk                                                                     | Krajan Odessa                                                                     |
| 1993/1994 | Iskra Lugańsk                                                                     | Orbita-ZAES Zaporoże                                                              | AF Oleksandria Biała Cerkiew                                                      |
| 1994/1995 | Iskra Lugańsk                                                                     | Orbita Zaporoże                                                                   | Dynamo-Dżinestra Odessa                                                           |
| 1995/1996 | Iskra Lugańsk                                                                     | Dynamo-Dżinestra Odessa                                                           | Orbita-ZAES Zaporoże                                                              |
| 1996/1997 | Iskra Lugańsk                                                                     | Chimwołokno-Sporttech Czerkasy                                                    | Dynamo-Dżinestra Odessa                                                           |
| 1997/1998 | Chimwołokno-Trywerton Czerkasy                                                    | Orbita Zaporoże                                                                   | Dynamo-Dżinestra Odessa                                                           |
| 1998/1999 | Iskra Lugańsk                                                                     | Chimwołokno-Kruh Czerkasy                                                         | Dynamo-Dżinestra Odessa                                                           |
| 1999/2000 | Chimwołokno-Kruh Czerkasy                                                         | Dynamo-Dżinestra Odessa                                                           | Hałyczanka-Hałeksport Tarnopol                                                    |
| Ukraińska Superliha Siatkarska Kobiet (ukr. Українська жіноча волейбольна суперліга)                                 |                                                                                   |                                                                                   |                                                                                   |
| 2000/2001 | Dynamo-Dżinestra Odessa                                                           | Dynamo-Kruh Czerkasy                                                              | Hałyczanka-Hałeksport Tarnopol                                                    |
| 2001/2002 | Dynamo-Dżinestra Odessa                                                           | Dynamo-Kruh Czerkasy                                                              | ZDIA Zaporoże                                                                     |
| 2002/2003 | Dynamo-Dżinestra Odessa                                                           | ZDIA Zaporoże                                                                     | Kruh Czerkasy                                                                     |
| 2003/2004 | Dynamo-Dżinestra Odessa                                                           | ZDIA Zaporoże                                                                     | Kruh Czerkasy                                                                     |
| 2004/2005 | Kruh Czerkasy                                                                     | Dżinestra Odessa                                                                  | Chimwołokno Czerkasy                                                              |
| 2005/2006 | Kruh Czerkasy                                                                     | Hałyczanka-Hałeksport Tarnopol                                                    | Siewierodonczanka Siewierodonieck                                                 |
| 2006/2007 | Kruh Czerkasy                                                                     | Dżinestra Odessa                                                                  | Orbita-Uniwersytet Zaporoże                                                       |
| 2007/2008 | Kruh Czerkasy                                                                     | Dżinestra Odessa                                                                  | Hałyczanka-Hałeksport Tarnopol                                                    |
| 2008/2009 | Siewierodonczanka Siewierodonieck                                                 | Kruh Czerkasy                                                                     | Hałyczanka-Dynamo-TNEU Tarnopol                                                   |
| 2009/2010 | Hałyczanka-Dynamo-TNEU Tarnopol                                                   | Dżinestra Odessa                                                                  | Kruh Czerkasy                                                                     |
| 2010/2011 | Chimik Jużne                                                                      | Dżinestra Odessa                                                                  | Siewierodonczanka Siewierodonieck                                                 |
| 2011/2012 | Chimik Jużne                                                                      | Kontynium-Wołyń-Uniwersytet Łuck                                                  | Siewierodonczanka Siewierodonieck                                                 |
| 2012/2013 | Chimik Jużne                                                                      | Kontynium-Wołyń-Uniwersytet Łuck                                                  | Orbita Zaporoże                                                                   |
| 2013/2014 | Chimik Jużne                                                                      | Siewierodonczanka Siewierodonieck                                                 | Orbita Zaporoże                                                                   |
| 2014/2015 | Chimik Jużne                                                                      | Siewierodonczanka Siewierodonieck                                                 | Orbita Zaporoże                                                                   |
| 2015/2016 | Chimik Jużne                                                                      | Orbita Zaporoże                                                                   | Siewierodonczanka Siewierodonieck                                                 |
| 2016/2017 | Chimik Jużne                                                                      | Biłozgar-MedUniwersytet Winnica                                                   | Kontynium-Wołyń-Uniwersytet Łuck                                                  |
| 2017/2018 | Chimik Jużne                                                                      | Kontynium-Wołyń-Uniwersytet Łuck                                                  | Hałyczanka Tarnopol                                                               |
| 2018/2019 | Chimik Jużne                                                                      | Orbita Zaporoże                                                                   | Kontynium-Wołyń-Uniwersytet Łuck                                                  |
| 2019/2020 | Ze względu na pandemię wirusa SARS-CoV-2 rozgrywki zostały przerwane.             | Ze względu na pandemię wirusa SARS-CoV-2 rozgrywki zostały przerwane.             | Ze względu na pandemię wirusa SARS-CoV-2 rozgrywki zostały przerwane.             |
| 2020/2021 | Prometej Kamieńskie                                                               | Chimik Jużne                                                                      | Orbita Zaporoże                                                                   |
| 2021/2022 | W związku z inwazją Rosji na Ukrainę rozgrywki zostały przerwane i niedokończone. | W związku z inwazją Rosji na Ukrainę rozgrywki zostały przerwane i niedokończone. | W związku z inwazją Rosji na Ukrainę rozgrywki zostały przerwane i niedokończone. |
| 2022/2023 | WK Prometej Dnipro                                                                | WK Dobrodij-MedUniwersytet-SHVSM Winnica                                          | Alanta Dnipro                                                                     |
| 2023/2024 | WK Prometej Dnipro                                                                | Alanta Dnipro                                                                     | WK Bukowinka Czerniowce                                                           |

## Statystyka

### Tabela medalowa
Mistrzostwo Ukrainy zostało do tej pory zdobyte przez 7 różnych klubów.
Stan na 31 maja 2019.
| Lp. | Klub                              | Miejsca na podium | Miejsca na podium | Miejsca na podium | Zwycięskie sezony                                    |   |   |                                                                                 |
| --- | --------------------------------- | ----------------- | ----------------- | ----------------- | ---------------------------------------------------- | - | - | ------------------------------------------------------------------------------- |
| Lp. | Klub                              | 1.                | Chimik Jużne      | 9                 | Zwycięskie sezony                                    | 0 | 0 | 2010/11, 2011/12, 2012/13, 2013/14, 2014/15, 2015/16, 2016/17, 2017/18, 2018/19 |
| 2.  | Kruh Czerkasy                     | 6                 | 5                 | 3                 | 1997/98, 1999/00, 2004/05, 2005/06, 2006/07, 2007/08 |   |   |                                                                                 |
| 3.  | Iskra Lugańsk                     | 6                 | 1                 | 0                 | 1992, 1993/94, 1994/95, 1995/96, 1996/97, 1998/99    |   |   |                                                                                 |
| 4.  | Dżinestra Odessa                  | 4                 | 7                 | 5                 | 2000/01, 2001/02, 2002/03, 2003/04                   |   |   |                                                                                 |
| 5.  | Orbita-Uniwersytet Zaporoże       | 1                 | 7                 | 6                 | 1992/93                                              |   |   |                                                                                 |
| 6.  | Siewierodonczanka Siewierodonieck | 1                 | 2                 | 4                 | 2008/09                                              |   |   |                                                                                 |
| 7.  | Hałyczanka Tarnopol               | 1                 | 1                 | 5                 | 2009/10                                              |   |   |                                                                                 |
| 8.  | Kontynium-Wołyń-Uniwersytet Łuck  | 0                 | 3                 | 2                 |                                                      |   |   |                                                                                 |
| 9.  | Łokomotyw Dniepropetrowsk         | 0                 | 0                 | 1                 |                                                      |   |   |                                                                                 |
| 9.  | AF Oleksandria Biała Cerkiew      | 0                 | 0                 | 1                 |                                                      |   |   |                                                                                 |
| 9.  | Chimwołokno Czerkasy              | 0                 | 0                 | 1                 |                                                      |   |   |                                                                                 |